# Nate Newton
Nathaniel Newton (* 20. Dezember 1961 in Orlando, Florida) ist ein ehemaliger US-amerikanischer American-Football-Spieler. Er spielte als Offensive Guard u. a. bei den Dallas Cowboys in der NFL. 

## College
Newton begann seine Footballkarriere bei der Florida A&M University in Tallahassee, Florida. Aufgrund seiner sportlichen Leistungen befindet sich Newton in der Hall of Fame der Florida A&M University Rattlers.

## Profizeit
1984 wurde Newton vom Team der USFL den Tampa Bay Bandits verpflichtet. Die USFL war eine Konkurrenzliga zur NFL, musste aber nach kurzer Zeit den Spielbetrieb aufgrund finanzieller Probleme einstellen. Newton wechselte daraufhin, ohne im Draft gewählt worden zu sein, zu den Dallas Cowboys. 
Die Mannschaft der Cowboys wurde damals von Tom Landry trainiert, der es nicht schaffte das Team wieder an die Tabellenspitze heranzuführen. 1988 musste Landry seinen Posten räumen und wurde durch Jimmy Johnson ersetzt. Mit dem neuen Eigentümer der Cowboys Jerry Jones entwickelte Johnson den Plan die Mannschaft durch junge erfolgshungrige Spieler zu ergänzen. Dazu wurden Starspieler wie der Runningback Herschel Walker abgegeben und dadurch fleißig Draftrechte für Neuverpflichtungen gesammelt. Nur wenige Spieler, darunter auch Newton, wurden behalten und die Mannschaft um diese Spieler herum neu aufgebaut.
Als Rookies, bzw. von anderen Clubs verpflichtet wurden unter anderem der Passempfänger Alvin Harper, der Fullback Daryl Johnston, der Tight End Jay Novacek und der Quarterback Troy Aikman. Der Halfback Emmitt Smith entwickelte sich zum besten Spieler aller Zeiten auf seiner Position. Darüber hinaus gelang es dem bereits seit 1988 bei den Cowboys spielenden Wide Receiver Michael Irvin einen Kreuzbandriss zu überwinden und sich zu einem der besten Passempfänger aller Zeiten zu entwickeln. Die Abwehr um Jim Jeffcoat wurde mit Spielern wie Russell Maryland, Leon Lett oder Chad Hennings zu einem Bollwerk verstärkt. Die Cowboys entwickelten sich zu dem dominierenden Footballteam der 90er Jahre. 
Zusammen mit seinen Vorblockern Johnston, Mark Tuinei und Erik Williams bildete Smith eine perfekte Angriffswaffe. Es gelang immer wieder Smith den Weg in die Endzone der gegnerischen Mannschaft freizublocken. Neben Smith entwickelten sich auch die Passempfänger der Cowboys zu gefürchteten Angreifern. Newton hatte dabei überwiegend die Aufgabe seinen Quarterback Aikman solange zu schützen, bis dieser einen freien Passempfänger für seine Pässe ausgesucht hatte. Newton, der für einen Guard mit 148 kg Gewicht und 188 cm Größe ideale Voraussetzungen mitbrachte, entwickelte sich dabei zum besten Spieler auf seiner Position. Aufgrund seiner dominanten Erscheinung wurde ihm der Spitzname The Kitchen verliehen.
Newton gewann mit seiner Mannschaft insgesamt dreimal die US-amerikanische Meisterschaft im Profifootball – den Super Bowl – im Endspiel 1992/93 Super Bowl XXVII gegen die Buffalo Bills mit 52:17, im Endspiel 1993/94 Super Bowl XXVIII erneut gegen die Mannschaft aus Buffalo mit 30:13 und im Endspiel 1995/96 Super Bowl XXX gegen die Pittsburgh Steelers mit 27:17. 
Newton wechselte 1999 zu den Carolina Panthers. Nach 198 Spielen in der NFL, davon 191 Spiele für die Cowboys, beendete er dort ein Jahr später seine Laufbahn.

## Abseits des Spielfelds
Newton geriet, wie viele seiner Teamkameraden bei den Cowboys, mit dem Gesetz in Konflikt. Innerhalb weniger Tage war er 2001 zweimal mit großen Mengen Marihuana festgenommen worden und musste dafür für 32 Monate in ein Bundesgefängnis.

## Ehrungen
Newton spielte sechsmal von 1992 bis 1996 und 1998 im Pro Bowl. Er ist Kandidat für die Aufnahme in die Pro Football Hall of Fame. Ferner ist er Angehöriger des Dallas Cowboys All Star Team.

## Nach der Karriere
Nach seiner Haftstrafe wandte sich Newton dem christlichen Glauben zu und versucht Kinder vom Drogenkonsum abzuhalten. Ferner ist er an einer Fernsehproduktion beteiligt.

## Quelle
- Jens Plassmann: NFL – American Football. Das Spiel, die Stars, die Stories (= Rororo 9445 rororo Sport). Rowohlt, Reinbek bei Hamburg 1995, ISBN 3-499-19445-7.

| Personendaten    | Personendaten                               |
| ---------------- | ------------------------------------------- |
| NAME             | Newton, Nate                                |
| ALTERNATIVNAMEN  | Newton, Nathaniel                           |
| KURZBESCHREIBUNG | US-amerikanischer American-Football-Spieler |
| GEBURTSDATUM     | 20. Dezember 1961                           |
| GEBURTSORT       | Orlando (Florida)                           |